# Bageherpeton
Bageherpeton is een geslacht van uitgestorven archaegosauride temnospondyle Batrachomorpha (basale 'amfibieën') uit het Laat-Perm van Rio Grande do Sul, Brazilië (Paleorrota). Het werd gevonden in de Rio do Rasto-formatie
De typesoort Bageherpeton longignathus werd in 2001 benoemd door Eliseu Dias en Mario Barbarena. De geslachtsnaam is ter ere van de stad Bagé in de buurt van waar het werd gevonden. De soortaanduiding betekent 'langkaak'.
Het werd beschreven vanuit een paar onderkaken, holotype UFRGS PV-0317-P. De kaak heeft een lengte van tweeëndertig centimeter.